# Carbure cémenté

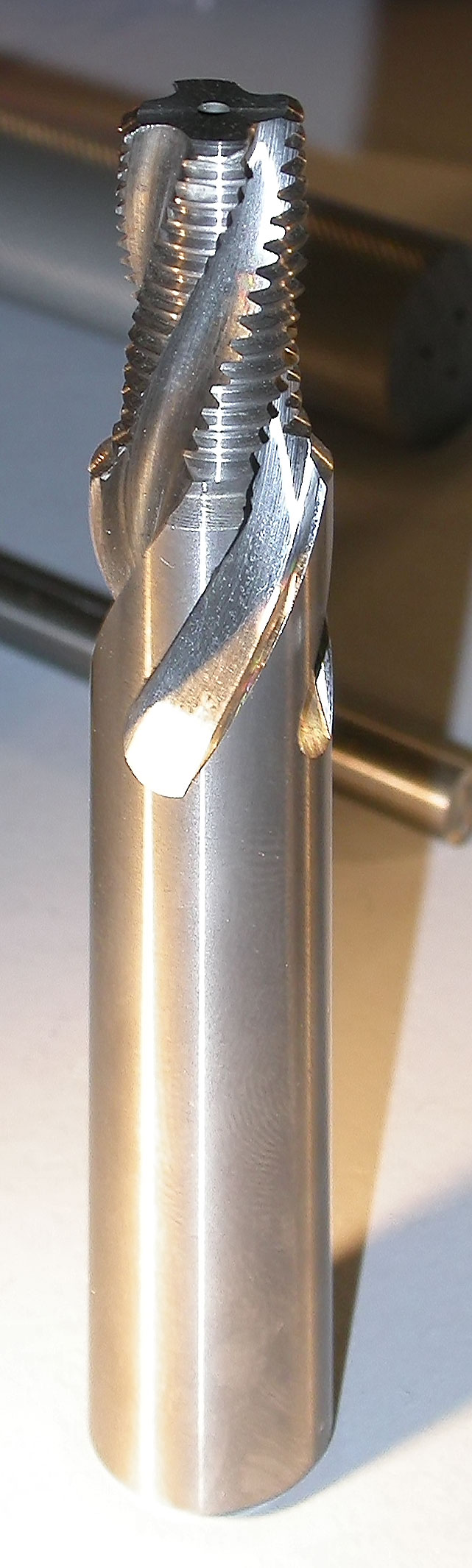
Fraise en carbure cémenté.

Un carbure cémenté est un composite à matrice métallique de type cermet dans lequel la matrice est en cobalt et le renfort est généralement en carbure de tungstène,, en carbure de titane TiC ou en carbure de tantale TaC. On retrouve ce matériau dans divers outils comme les scies, les forets, les fraises et plus généralement les outils de tour. Les mentions carbure et carbure de tungstène en contexte industriel désignent généralement ce type de cermets.
Les outils de coupe en carbure cémenté permettent généralement de réaliser des surfaces présentant une meilleure finition qu'avec les outils en acier rapide ou en autres aciers à outils. Ils peuvent supporter des températures plus élevées à l'interface entre la pièce et l'outil de coupe, ce qui permet d'atteindre des vitesses d'usinage plus élevées. Le carbure cémenté est généralement plus performant pour couper les matériaux résistants comme l'acier au carbone et l'acier inoxydable, ainsi que dans les situations où d'autres outils de coupe s'useraient plus rapidement, comme en cas de production intensive.

## Structure et propriétés
Les carbures cémentés sont formés d'une matrice métallique, généralement en cobalt, liant des particules abrasives en carbure de tungstène WC, en carbure de titane TiC ou en carbure de tantale TaC. Ils présentent de ce fait une structure semblable à celle des meules, mais avec des particules abrasives bien plus petites, de sorte que l'aspect macroscopique du matériau est homogène.
Le procédé par lequel les particules de carbure sont combinées au liant est appelé frittage ou pressage isostatique à chaud (HIP). Le liant est mis en fusion en contenant des grains de carbure qui demeurent solides en raison de leur point de fusion sensiblement plus élevé ; en refroidissant, il incorpore les particules de carbure, ce qui forme un composite à matrice métallique aux propriétés particulières : le liant métallique est naturellement ductile, ce qui compense la fragilité du carbure et accroît la ténacité et la durabilité du cermet.
Le coefficient de dilatation thermique du carbure de tungstène cémenté varie en fonction de la quantité de cobalt utilisé comme liant. À une température de 20 à 60 °C, il est par exemple mesuré à 4,4 μm·m−1·K−1 pour 5,9 % de cobalt, et à 5,0 μm·m−1·K−1 pour 13,0 % de cobalt.